# NGC 981
NGC 981 is een spiraalvormig sterrenstelsel in het sterrenbeeld Walvis. Het hemelobject werd in 1886 ontdekt door de Amerikaanse astronoom Ormond Stone.

## Synoniemen
- PGC 9710
- MCG -2-7-30
- KUG 0230-111
- IRAS02305-1111